# Дундо Мароје (филм)
„Дундо Мароје“ је југословенски филм из 1959. године. Режирао га је Мирослав Миња Дедић, а сценарио је писао Марин Држић.

## Улоге
| Глумац            | Улога               |
| ----------------- | ------------------- |
| Милан Ајваз       |                     |
| Мија Алексић      | Помет Трпеза        |
| Карло Булић       | Дундо Мароје        |
| Јурица Дијаковић  | Маро                |
| Дејан Дубајић     | Бокчило             |
| Жарко Митровић    | Попива              |
| Јожа Рутић        | Уго Тудешкo         |
| Никола Симић      |                     |
| Олга Спиридоновић | Лаура               |
| Виктор Старчић    | Сади Жуђел          |
| Мира Ступица      | Петруњела           |
| Млађа Веселиновић | Ондардо од Аузбурга |
| Миљенко Брлечић   | Влахо               |